# Coordinadora por la Refundación de la Cuarta Internacional
La Coordinadora por la Refundación de la Cuarta Internacional (CRCI) fue uno de los agrupamientos que se consideran herederos de la Cuarta Internacional fundada por León Trotski en 1938.
Esta organización trotskista internacional bregaba por la refundación de la IV Internacional, defendiendo la vigencia del Programa de Transición de León Trotski. Provenía del MRCI (Movimiento por la Refundación de la Cuarta Internacional), fundado en 1997 en Génova, Italia, y que en 2004 se convirtió en la CRCI, a partir de un Congreso Fundacional celebrado en Buenos Aires Argentina.
Asimismo, la CRCI desarrolló un programa que parte de la caracterización de que la caída de los ex Estados Obreros abría "una nueva etapa en la época imperialista".

## Secciones
- Partido Obrero (PO) en Argentina.
- Partido Obrero Revolucionario (POR) en Chile.
- Partido de los Trabajadores (PT) en Uruguay.
- Tribuna Clasista (Tribuna Classista, TC) en Brasil, en calidad de simpatizante.
- Liga Marxista (Marxilainen Työväenliito, MT) en Finlandia.
- Partido Revolucionario de los Trabajadores (Ergatiko Epanastatiko Komma, EEK) en Grecia.
- Grupo de Acción Revolucionaria (GAR) en México (No participó del Congreso de Fundación, pero está en proceso de incorporación a la CRCI).
- Partido Revolucionario de los Trabajadores (Devrimci İşçi Partisi, DIP) en Turquía.
- Opción Obrera (OO) en Venezuela.

Organizaciones que dejaron de formar parte de la CRCI:
- Oposición Trotskista (OT) - Bolivia (Participó en el Congreso de Fundación, pero se disolvió en 2006).
- Acción Obrera (Workers Action, WA) - Estados Unidos (Participó como observador en el Congreso de Fundación; luego se unificó con otra organización, y abandonó la CRCI).
- Liga Socialista de los Trabajadores - Palestina (Participó en el Congreso de Fundación, pero se disolvió. Existe actualmente un grupo simpatizante de la CRCI en Palestina, denominado "Militantes por la IV Internacional").
- Partido de la Causa Obrera (Partido da Causa Operária, PCO) en Brasil. Formó parte hasta el 2004 cuando decidió desvincularse del agrupamiento.
- Partido Comunista de los Trabajadores (Partito Comunista dei Lavoratori, PCL) en Italia.